# 東京都道110号府中三鷹線
東京都道110号府中三鷹線（とうきょうとどう110ごう ふちゅうみたかせん）は、東京都府中市若松町と三鷹市牟礼を結ぶ東京都道である。古道の人見街道に添うが、甲州街道取り付き部近くは航空自衛隊府中基地となっているため、この部分は東側の新小金井街道を通る。この区間は東京都道248号府中小平線（新小金井街道）との重複区間である。

## 概要

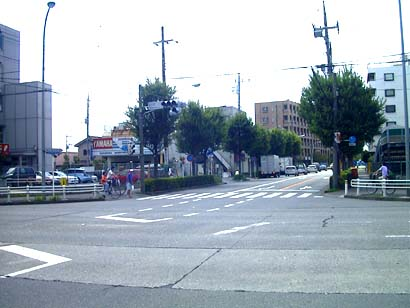
若松町2丁目交差点。国道20号との交点。
奥に起点である旧甲州街道東京都道229号府中調布線との交点（東府中駅東交差点）が見える。

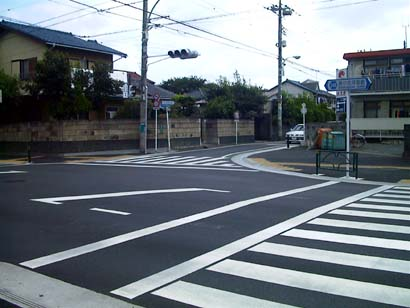
ここから右奥に人見街道となる。

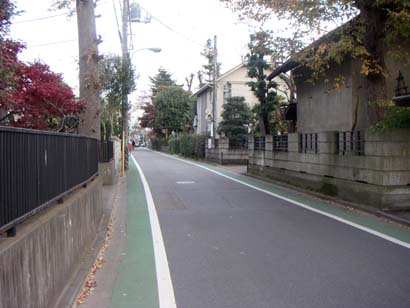
府中市若松町四丁目付近。旧人見村。

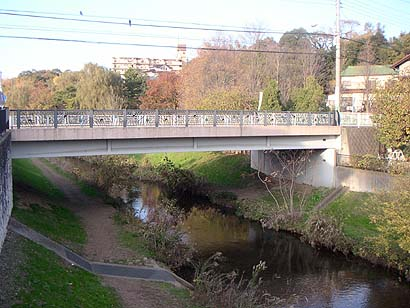
野川にかかる御狩野橋

- 起点：府中市若松町東京都道229号府中調布線交点（東府中駅東交差点）
- 終点：三鷹市牟礼1丁目東京都道14号新宿国立線交点（牟礼橋西交差点）
- 都市計画路線名：府中3.4.12、三鷹3.5.4
- バイパス：府中市若松町4丁目7番付近東京都道248号府中小平線交点（明大グランド西交差点） - 浅間山通り交点（若松町四丁目北交差点）
このバイパスは都市計画路線府中3.4.12号線の一部（西半）であるが、この路線は、東に進んで多磨駅近くで本線と合流（未成・都道未認定）し、以東は現在の本線となる。
- 延長：10,240m
- 面積：101,420m2

## 交差する道路
- 東京都道229号府中調布線（旧甲州街道）「東府中駅東交差点」
- 国道20号（甲州街道）「若松町二丁目交差点」
- 東京都道248号府中小平線（新小金井街道）
- 東京都道14号新宿国立線（東八道路）「基督教大裏門交差点」
- 東京都道123号境調布線「大沢交差点」
- 東京都道12号調布田無線（武蔵境通り）「野崎交差点」
- 東京都道121号武蔵野調布線（三鷹通り）「三鷹市役所前交差点」
- 東京都道114号武蔵野狛江線（吉祥寺通り）「三鷹市新川交差点」
- 東京都道134号恋ヶ窪新田三鷹線（連雀通り）
- 東京都道14号新宿国立線（人見街道）

## 通称
- 新小金井街道 - 東京都道248号府中小平線重複区間
- 人見街道 - 東京都道248号府中小平線分岐点 - 終点
現時点では、牟礼橋西交差点から先、都道14号の人見街道とひと連なりの道である。

## 沿線の主な施設
- 浅間山公園
- 多磨霊園
- 多磨駅
- 東京外語大学
- 野川公園
- 近藤勇の生家跡
- 近藤道場跡
- 三鷹市役所
- 三鷹郵便局
- 三鷹消防署

## 関連記事
- 東京都の都道一覧